# آبشار یخی
آبشار یخی، آبشاری در ارتفاع ۵۱۰۰ متری از جبههٔ جنوبی کوه دماوند آمل است. دسترسی به این آبشار، نیازمند منحرف‌شدن از مسیر اصلی جبههٔ جنوبی است.
ارتفاع این آبشار بین ۷ تا ۱۲ متر گفته شده و به جز در زمان‌های کوتاهی از تابستان که برای مدت کوتاهی باریکهٔ آبی از کنار آن جاری می‌شود، در سایر زمان‌ها یخ‌زده‌است. در فصل تابستان، هر روز بر اثر تابش آفتاب در حدود ظهر و یک ساعت بعد از ظهر، دمای هوا به بالای صفر می‌رسد و به دنبال آن آب بسیار کمی جاری می‌شود و در حدود ۴ بعد از ظهر، دمای هوا به زیر صفر می‌رسد و یخ ذوب شده دوباره منجمد می‌شود و به‌این ترتیب آبشاری یخی پدید می‌آید که همواره یخ زده‌است. در بالای این آبشار گودالی وجود دارد که در تمام طول سال پوشیده از برف است.
این آبشار با قرار داشتن در ارتفاع ۵۱۰۰ متری، از نظر ارتفاع از سطح دریا مرتفع‌ترین آبشار خاورمیانه است.